# L'ingiusta condanna
L'ingiusta condanna è un film del 1952, diretto da Giuseppe Masini, al debutto come regista.

## Trama
Siamo in Maremma. Un medico che si dedica alla ricerca scientifica si innamora di Anna, la figlia di un chimico, il quale non approva la relazione. Viene così corteggiato da altre donne, tra le quali Barbara si dimostra la più intraprendente: intanto Anna si fidanza e il giovane medico inizia a soffrire. Quando scoppia un'epidemia di malaria lo scienziato viene accusato di non pensare a guarire gli abitanti del posto per continuare gli esperimenti scientifici, subisce un processo e finisce in carcere.

## Produzione
Il film rientra nel filone drammatico-sentimentale, popolarmente detto strappalacrime (poi ribattezzato dalla critica neorealismo d'appendice), in quel periodo molto amato dal pubblico italiano.
Venne iscritto al pubblico registro cinematografico con il n. 1.112. Presentato alla Commissione di Revisione Cinematografica l'8 ottobre 1952, ottenne il visto di censura n. 12.919 del 25 novembre 1952, con una lunghezza della pellicola di 2.670 metri..

## Distribuzione
Il film venne distribuito nel circuito cinematografico italiano il 28 novembre del 1952.
Annunciato dapprima con il titolo Romantico incontro, venne rieditato nel 1955 con il titolo Quelli che non muoiono.

## Altri tecnici
- Aiuto regista: Alberto De Martino
- Operatore: Renato Carmassi
- Direttore di produzione: Luigi Nannerini